# Bromtrifluormethan
Bromtrifluormethan, též známý jako Halon 1301, R13B1, je organická sloučenina se vzorcem CBrF3. Používá se jako hasivo a chladivo. Při vniknutí do lidského organismu může ovlivnit centrální nervovou soustavu i jiné tělesné funkce. Má rovněž podíl na poškozování ozonové vrstvy, kvůli čemuž se začala používat jiná hasiva.

## Tabulka vlastností
| Kritická teplota (Tc)                | 66,9 °C (340,08 K)    |
| Kritický tlak (pc)                   | 3,956 MPa (39,56 bar) |
| Kritická hustota (ρc)                | 5,13 mol·l−1          |
| Potenciál poškozování ozonové vrstvy | 10 (CCl3F = 1)        |
| Potenciál globálního oteplování      | 6 900 (CO2 = 1)       |

## Použití
Bromtrifluormethan byl vyvinut spoluprací armády Spojených států amerických a firmy DuPont v roce 1954 a v 60. letech 20. století začal být používán v letadlech, sálových počítačích a telefonních ústřednách.